# Paul Ehrlich
Paul Ehrlich (Strzelin, 14 de março de 1854 — Bad Homburg, 20 de agosto de 1915) foi um médico e cientista alemão ganhador do Prêmio Nobel, que trabalhou nos campos da hematologia, imunologia e quimioterapia antimicrobiana. Entre suas maiores conquistas estão a descoberta de uma cura para a sífilis em 1909 e a invenção da técnica precursora da coloração de Gram para bactérias. Os métodos que ele desenvolveu para colorir tecidos tornaram possível distinguir entre diferentes tipos de células sanguíneas, o que levou à capacidade de diagnosticar inúmeras doenças sanguíneas.
Seu laboratório descobriu o arsfenamina (Salvarsan), o primeiro antibiótico e o primeiro tratamento medicinal eficaz para a sífilis, iniciando e também nomeando o conceito de quimioterapia. Ehrlich popularizou o conceito de bala mágica. Ele também fez uma contribuição decisiva para o desenvolvimento de um antissoro para combater a difteria e concebeu um método para padronizar soros terapêuticos.
Em 1908, ele recebeu o Prêmio Nobel de Fisiologia ou Medicina por suas contribuições à imunologia.  Ele foi o fundador e primeiro diretor do que hoje é conhecido como Instituto Paul Ehrlich, uma instituição de pesquisa alemã e órgão regulador médico que é o instituto federal do país para vacinas e biomedicinas. Um gênero de bactérias Rickettsiales, Ehrlichia, foi nomeado em sua homenagem.
Ehrlich foi chamado de "pai da imunologia".

## Vida social
Paul Ehrlich era filho de uma influente família judia. Seus pais eram Ismar Ehrlich e Rosa Weigert. Recebeu uma variada formação em medicina, iniciando os seus estudos académicos na Universidade de Wrocław (na época, chamada Universidade de Breslau), prosseguindo-os na Universidade de Estrasburgo, retornando a Wrocław (que era então parte da Prússia) e terminando em Leipzig, onde se doutorou em 1878. Casou-se em 1883, teve duas filhas e faleceu em 20 de agosto de 1915, em Bad Homburg.

## Carreira científica
Já como estudante de medicina na Universidade de Leipzig, efectuou diversas pesquisas sobre a presença de substâncias estranhas no organismo e sobre matérias corantes e sua aplicação no estudo de diferentes processos toxicológicos. 
A partir de 1889, concentrou-se a sua pesquisa em processos imunológicos e no estudo de algumas toxinas como a da difteria, o que resultou no estabelecimento da teoria de que os anticorpos eram desenvolvidos pelo organismo em reacção contra as afecções microbianas, levando  ao estudo da acção e eficácia de diversos agentes terapêuticos e produtos químicos, comprovando seu efeito letal sobre alguns protozoários patogénicos.
Em Breslau, Ehrlich trabalhou no laboratório de seu primo Carl Weigert, um patologista pioneiro na utilização de corantes à base de anilina como corante biológico. Em seguida, mudou-se para Berlim para trabalhar como pesquisador assistente no Charité. 
Foi professor em Berlim (1890 - 1904), colaborador de Robert Koch e director do Instituto de Medicina Experimental em Frankfurt. Como colaborador de  Koch no Instituto de Doenças Infecciosas, Ehrlich aprofundou os seus estudos sobre processos de coloração de células e tecidos e a sua classificação dos corantes químicos em ácidos, básicos e neutros - o que revolucionou os métodos de laboratório e abriu novos horizontes para o tratamento das doenças infecciosas. 
Considerado o criador da quimioterapia, realizou centenas de experiências com compostos químicos de alta toxicidade com o bacteriólogo japonês Sahatshiro Hata, das quais resultou em 1909 na descoberta do "salvarsan" (dihidroxidiaminoarsenobenzenedihidrolorido), um medicamento obtido a partir de mais de mil combinações de arsénico, utilizado no tratamento da sífilis. Este composto e o Neosalvarsan (1912) foram os produtos mais bem sucedidos da presente demanda, constituindo a maior parte dos medicamentos eficazes para o tratamento da sífilis até o aparecimento da penicilina e dos antibióticos na década de 1940. 
Criou, ainda, o tripanrot, medicamento utilizado no tratamento da doença do sono e desenvolveu novos processos de diagnóstico baseando-se na coloração do sangue, das células vivas e dos tecidos.
Ehrlich estendeu, ainda, o seu trabalho experimental ao estudo de tumores, tendo descoberto que o sarcoma pode evoluir para carcinoma. O chamado tumor de Ehrlich foi descoberto por ele em 1886 e descrito em 1905, como um carcinoma mamário de camundongos fêmeas.
A sua investigação sobre a formação de anticorpos no organismo levou-o à descoberta da imunidade de cadeia lateral, baseada na ideia de que as células sanguíneas possuem cadeias laterais (grupos químicos) que se unem a certos grupos químicos dos agentes malignos. A moderna teoria imunológica baseia-se nesta tese.

## Balas mágicas
A expressão balas mágicas foi criada por Paul Ehrlich, dando origem ao conceito de "receptores específicos" em Biologia. Ehrlich constatou que apenas alguns tecidos se coravam com certos corantes porque exibiam receptores específicos para esses corantes. Nessa época, nascia a Imunologia como um ramo da Bacteriologia médica, ela própria um ramo nascente da medicina experimental, criado por Pasteur e Koch. Com a caracterização dos primeiros anticorpos específicos (as antitoxinas) por Behring, e sendo estes exemplos magníficos de "receptores específicos", o trabalho de Ehrlich obteve uma posição de destaque no campo da Imunologia. Posteriormente, Ehrlich dedicou-se à quimioterapia de infecções e procurou durante muitos anos substâncias que se ligassem a "receptores específicos" na superfície de germes importantes, como o tripanosoma envolvido na "doença do sono" africana, ou o treponema responsável pela sífilis. Segundo Ehrlich, essas substâncias, ligadas a tóxicos, ou sendo elas mesmas tóxicas, funcionariam como "balas mágicas" que, ao serem administradas, matariam apenas os germes aos quais se ligam, deixando intactas as células do organismo hospedeiro.

## Reconhecimentos
Em 1908, Paul Ehrlich, foi agraciado com o Nobel de Fisiologia ou Medicina - juntamente com Ilya Ilyich Mechnikov, microbiologista e anatomista ucraniano- devido aos seus estudos na área da imunização.
Recebeu, ainda, mais de 80 condecorações e títulos honorários, incluindo a grande Medalha de Ouro de Ciência da Prússia (1903) e a Medalha Liebig (1911). Publicou seu primeiro livro científico, O salvarsan, descrevendo o agente da sífilis (1912). A descoberta do valor terapêutico dos arsenobenzóis deu-lhe consagração internacional.
Foi senador da Sociedade Kaiser Wilhelm, desde sua fundação, em 1911, até falecer, em 1915. Encontra-se sepultado em Alter Jüdischer Friedhof, Frankfurt am Main, Hesse na Alemanha.

## Principais publicações
- The collected papers of Paul Ehrlich, compil. e edit. por F. Himmelweit e Martha Marquardt, sob a dir. de Sir Henry Dale. London; New York: Pergamon Press, 1956-1960. 3 vols.